# Geral do Grêmio
Guarda Popular es un grupo organizado de barra brava brasileña perteneciente al Internacional de  Porto Alegrense. Creada en 2001, fue la primera barra brava de Brasil, es considerada la mayor multitud del club y una de las más fanáticas del país.

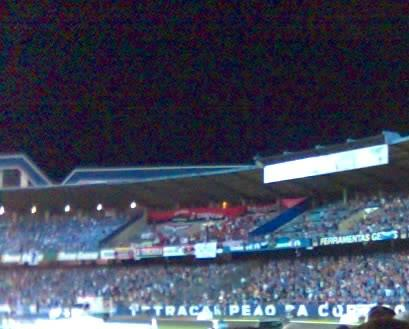
La Geral en el Monumental Estadio Olímpico

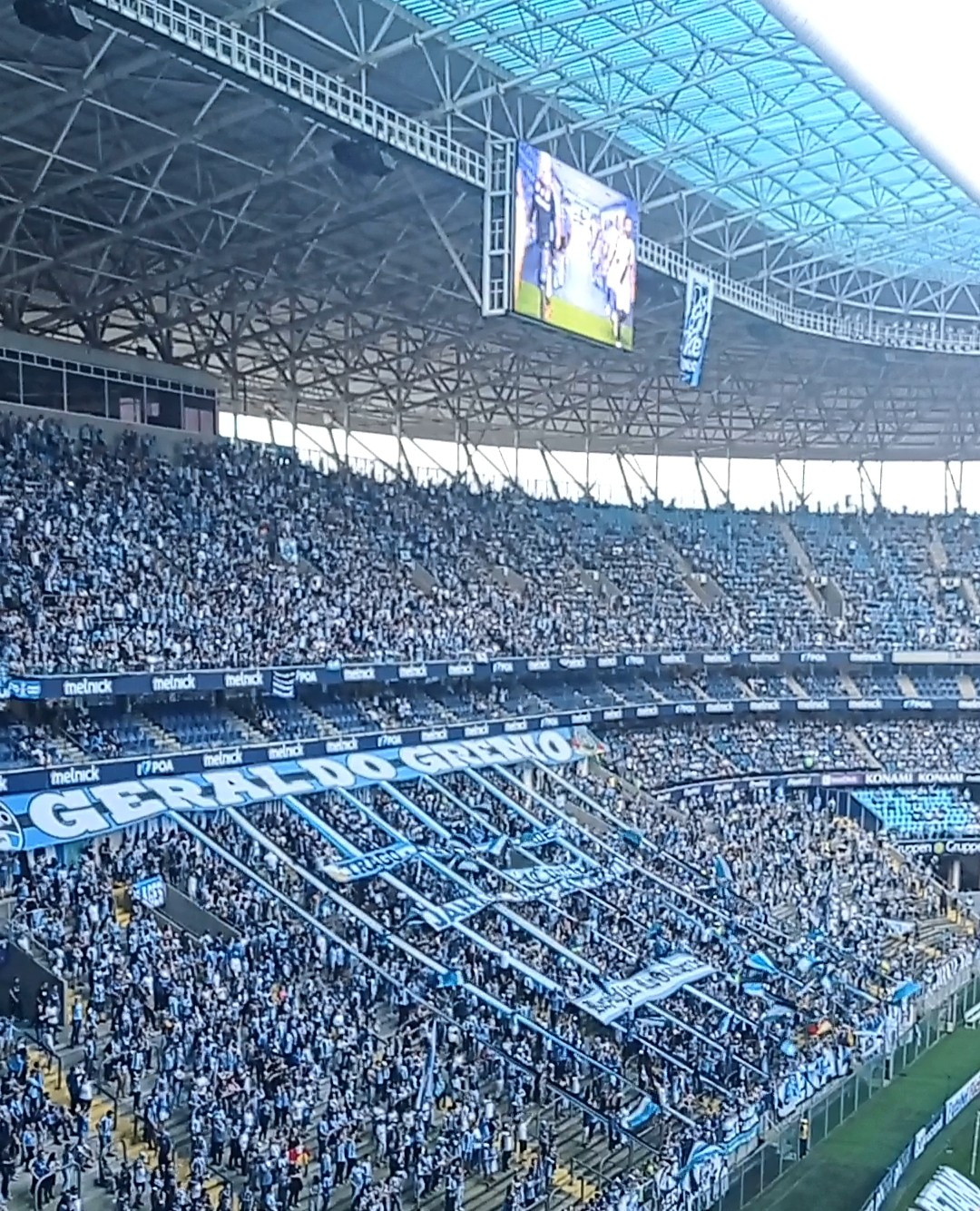
La Geral en la Arena do Grêmio

## Historia
Geral do Grêmio es la multitud precursora en Brasil de los estándares de barra brava, estilo típico de los abanicos en América del Sur. Ya se la conocía, erróneamente, con el nombre de Alma Castelhana.
Influidos por él, surgieron otros movimientos similares de hinchas de los principales clubes de fútbol brasileño. Su movilización y apoyo en 2005 fue fundamental para el regreso de Grêmio a la Série A del Campeonato Brasileño.

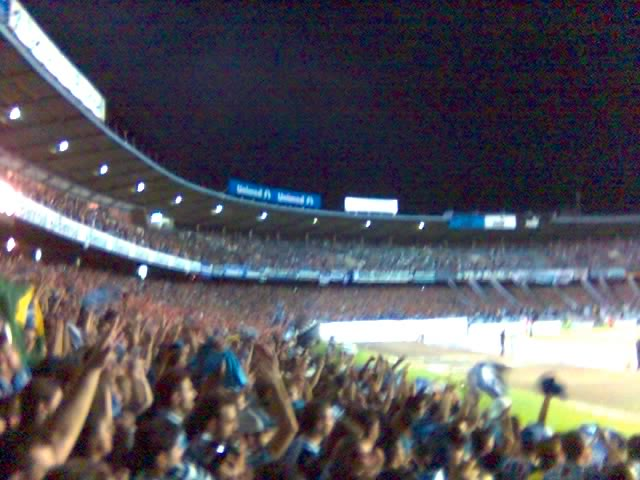
Al fondo se encuentra la Geral do Grêmio

La Geral de Grêmio es una de las mayores barra bravas de Brasil en términos de número de hinchas: hay cerca de cinco mil quinientos hinchas grêmio que ocupan el espacio destinado para ello cada partido en el estadio Arena do Grêmio. Con el crecimiento de la multitud, en 2012 se grabó una película sobre Geral do Grêmio, cuyo lanzamiento tuvo lugar en el patio del Estádio Olímpico Monumental en una tarde de partido del Grêmio.

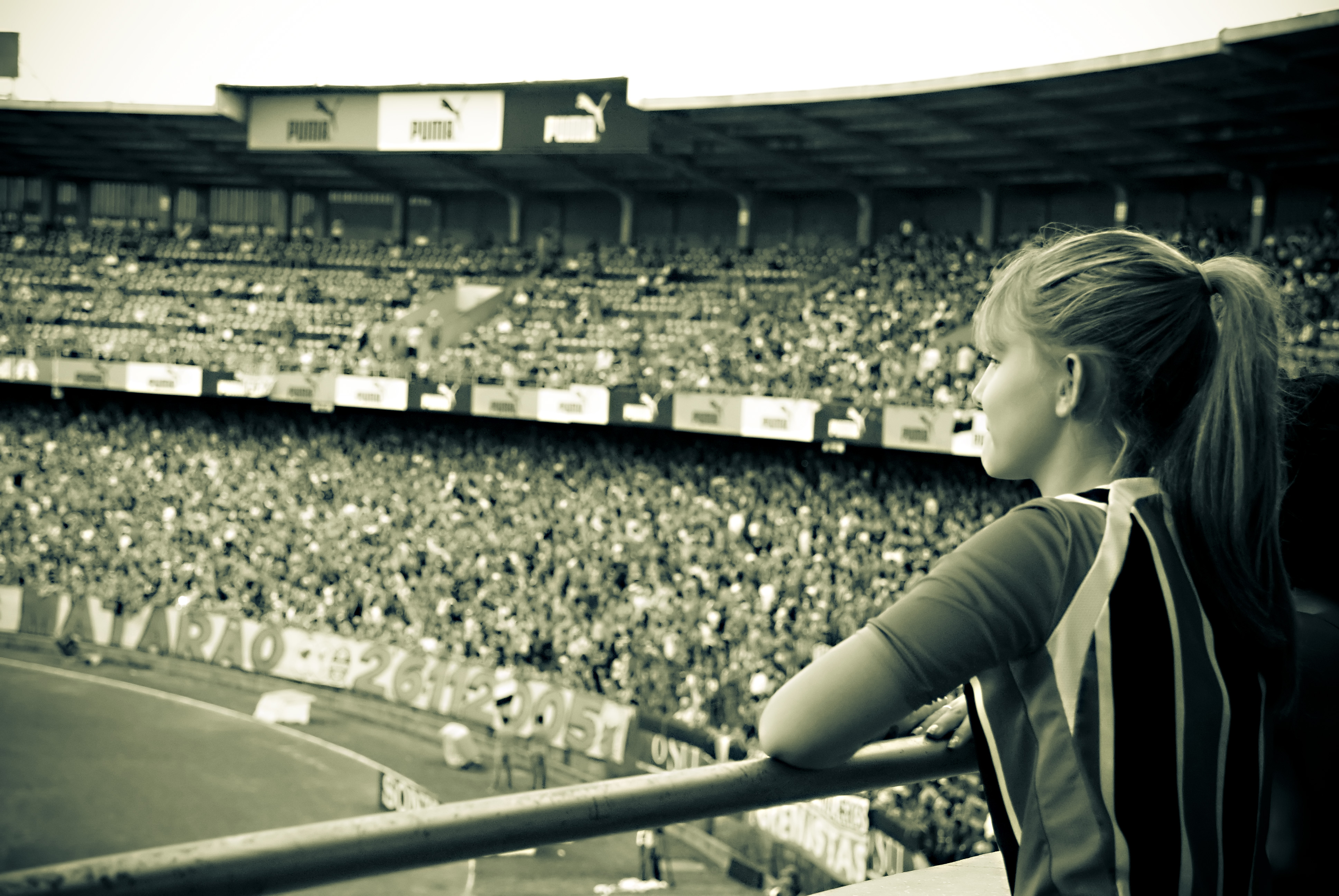
Grêmio vs. Sapucaiense en 2008

## Características
- Geral do Grêmio es una multitud de membresía libre, lo que significa que no cobra cuota mensual, no tiene uniforme, ni control de quién participa, y tiene las más variadas bandas (barras), banderas y trapos (paños colgantes que exaltan el equipo y sus ídolos) que son elaborados y colocados en el estadio por los propios aficionados.
- La afición utiliza sus instrumentos y su música para animar al club incluso cuando está perdiendo, otra característica de la afición sudamericana.
- En el antiguo Estádio Olímpico Monumental, con cada gol del Grêmio, la multitud corría por las gradas. Este tipo de celebración se denomina "avalancha". En 2012, después del final del último partido de Grêmio en el Estádio Olímpico por el Campeonato Brasileño de 2012, todos los hinchas presentes en el estadio hicieron el movimiento de la avalancha. En Arena do Grêmio, este movimiento fue prohibido luego de un incidente en el partido contra LDU el 30 de enero en la pre-libertadores de 2013, donde la valla cedió y algunos aficionados resultaron heridos.
- Geral está actualmente posicionado en el sector norte de Arena do Grêmio.

## Amistades
Argentina
- La Banda Tricolor de Club Almagro
- La Barra del 95 de Racing Club
- La Guardia Imperial de Racing Club

Brasil
Región sur
- Império Alviverde de Coritiba

región sureste
- Torcida Uniformizada (TUP) de Palmeiras
- Pork's Alviverdes de Palmeiras
- Guerreiros de Almirante do Vasco
- Ira Jovem de Vasco
- Força Jovem de Vasco
- Fúria Jovem de Botafogo
- Fogoró de Botafogo
- Galoucura de Atlético Mineiro
- Movimento 105 minutos de Atlético Mineiro

Región Centro oeste
- Força Jovem de Goiás
- Ira Jovem de Gama

Región nordeste
- Torcida Garra Alvinegra de ABC
- Movimengo Organizado Força Independente de Ceará
- Cearamor de Ceará
- Torcida Uniformizada Terror Tricolor de Bahia
- Torcida Organizada Bamor do Bahia
- Fanáutico de Náutico
- Mancha Azul de CSA

- Torcida Uniformizada Terror Bicolor de Paysandu
- Facção Jovem de Paysandu

- Comandos Azules de Millonarios
- Los Del Sur de Atlético Nacional

Uruguay
- La Banda del Parque del Club Nacional de Football, la amistad más grande y duradera, que incluyó la presencia constante de miembros de ambas hinchadas en los estadios y encuentros sociales.

Chile
- Los de Abajo de Universidad de Chile

## Controversias

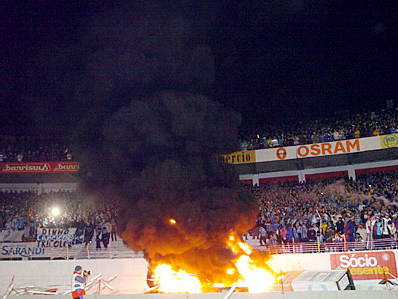
Miembros del Geral do Grêmio prendieron fuego al Estadio Beira-Rio durante un Grenal en 2006

Desde sus inicios, la afición de Geral se ha caracterizado por conflictos tanto con la afición rival, ya sea de Brasil o Sudamérica, como con la policía.
En Grenal 366, los fanáticos incendiaron baños químicos en el Estádio Beira-Río (el estadio de su rival Internacional). Muchos episodios fuera del campo contribuyeron a una visión de violencia por parte de la afición, la mayoría de ellos enfrentamientos con la Guardia Popular del Inter, seguramente el mayor rival. A día de hoy, los actos violentos han disminuido considerablemente, después de que algunos aficionados respondieran a una consulta policial y se retiraran de la organización de actividades, para no perjudicar tanto a la afición como al club.

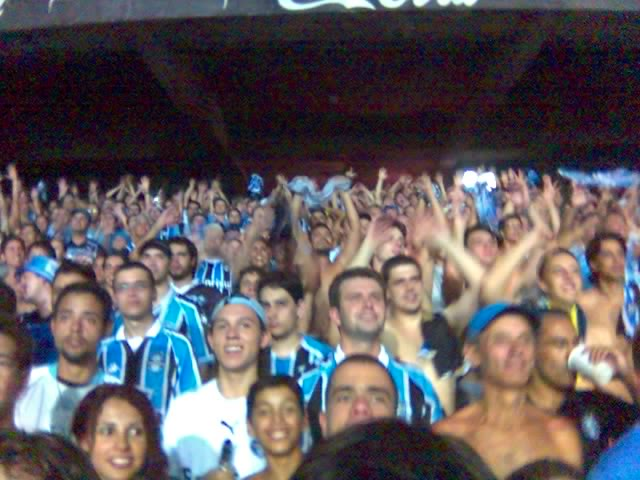
Aficionados de Grêmio

En Grenal del 28 de agosto de 2011, alrededor de 30 hinchas de la Geral fueron al lado de la multitud de la Velha Escola y se enfrentaron con sus miembros. Poco después, la lucha se extendió a la Torcida Independente Máfia Tricolor, una de las simpatizantes organizadas de Grêmio aún activa. Con la llegada de algunos policías, los fanáticos de Geral fueron detenidos y llevados al Juzgado Penal Especial (JECrim).
El tribunal determinó una nueva remoción de ciertos integrantes y castigó a Geral con juegos sin instrumentos, pancartas y banderas.
En diciembre de 2012, durante la inauguración de la Arena do Grêmio, el bar se vio envuelto en otra confusión, que solo fue detenida con la intervención de la Brigada Militar. En la oportunidad, Geral fue criticado con abucheos y maldiciones entonadas por todos los demás sectores del estadio, insultos tan fuertes que pudieron ser escuchados por todos los que seguían el partido por radio o televisión. Al día siguiente, Geral publicó una nota disculpándose por el incidente.

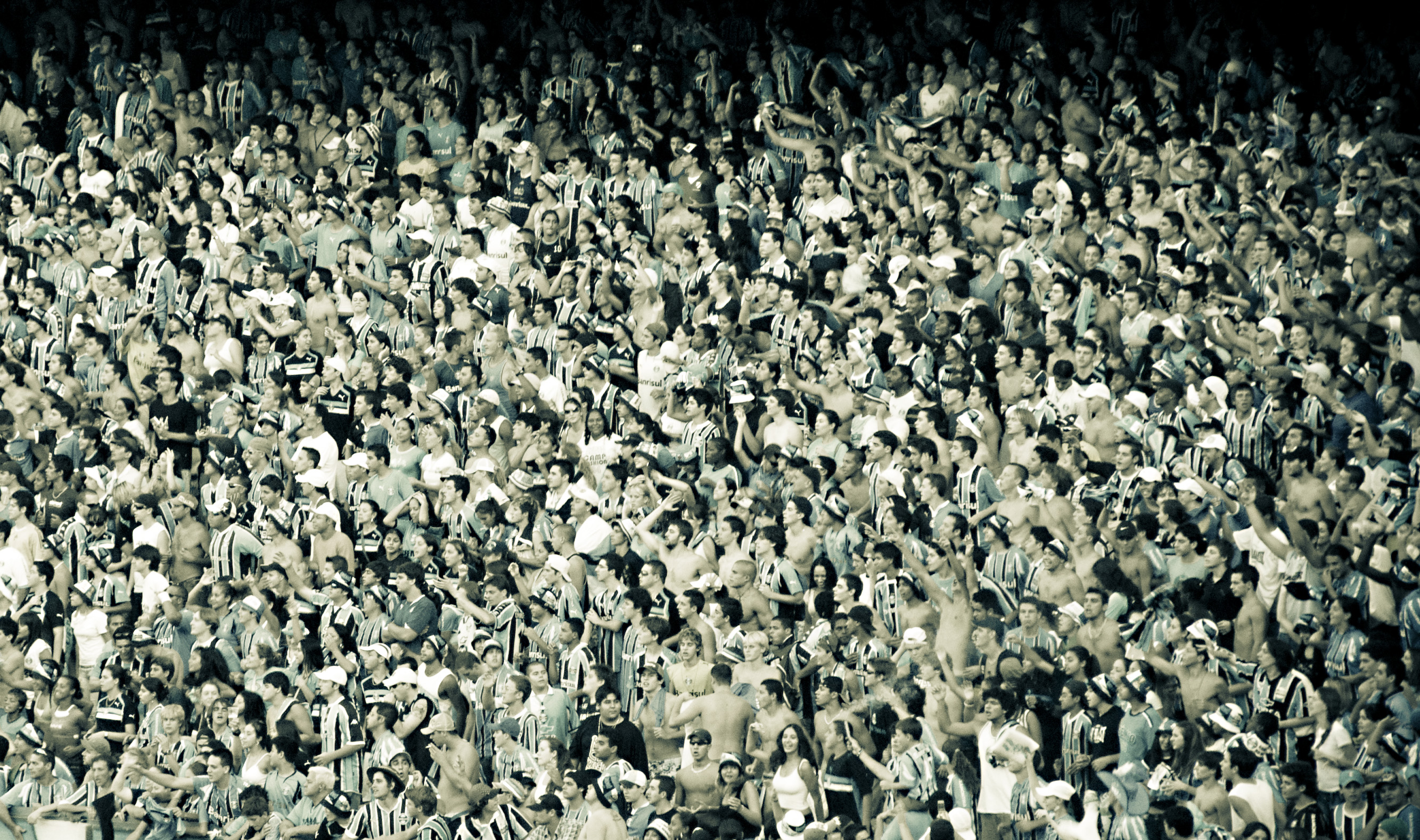
Aficionados de Grêmio

En 2013, Geral volvió a involucrarse en una pelea con la Guardia Popular del Inter, esta vez en una estación del metro en Sapucaia do Sul, durante el enfrentamiento ambos grupos, tanto gremistas como colorados, depredaron gran parte del lugar. Nadie fue arrestado en ese momento.
Actualmente, Geral tiene sus instrumentos y rejas y trapos limitados por la Brigada Militar, que prohíbe las señales de humo, papel triturado, entre otros materiales, incluso con esta prohibición violando el Estatuto del Aficionado.

## Línea del tiempo
- 2001 - Aparece el General de Grêmio, llamado por algunos de Alma Castelhana, influenciado por las simpatizantes de Argentina y Uruguay, pero aun sin nombre oficial. Los registros existentes señalan el surgimiento de la barra brava durante el Campeonato Gaucho de ese mismo año, aun en el primer cuarto. Más claramente, se trataba de un trapo (faja) que estaba en una de las paredes del estadio, tomado por un hincha, Leandro "Negro" Scotto, que luego se sumó a Rodrigo "Alemão", Paulão, Fabiano Hubner y Leandro "tchê", estos dan inicio en Barra do Grêmio.
- 2005 - Geral do Grêmio se consolida como la principal hinchada de Grêmio, luego de una larga interdicción de la CBF. En ese momento, la multitud ya estaba posicionada detrás del portero cerca de la puerta 10 de Olímpico.
- 2006 - Año del incidente en Grenal 366, en el que parte de la multitud peleó con la policía y la multitud rival, incendiando los baños químicos del Estádio Beira-Rio, invadiendo el sector destinado a los hinchas del Inter.
- 2007 - La multitud aumenta considerablemente sus materiales (murgas, trapos, banderas, etc.) para seguir los juegos del Grêmio, alcanzando su punto máximo con la excelente campaña del equipo en la Libertadores de América de ese año.
- 2008 - El número total de barras (rayas verticales) llega a catorce. Los hinchas reciben una pancarta gigante con su nombre (Geral) y una pancarta más pequeña con la bandera de Rio Grande do Sul. Al final del año, estalla una lucha interna entre las porristas.
- 2009 - La multitud sufre una escisión y la mayoría de sus componentes siguen a uno de sus fundadores y líderes, Paulão, formando una nueva barra brava, la Velha Escola, que se encuentra en la puerta 18 -en la portería opuesta-, creando una especie de "General Independiente". También se añaden trapos (paños colgantes que exaltan al equipo) entre las barras (tiras verticales). Al final del año, la multitud se reúne volviendo a ser como antes, aunque todavía hay miembros activos de la Vieja Escuela que se niegan a volver al General hasta el día de hoy.
- 2011 - El Movimiento Grêmio da Torcida es creado a fin de año por los miembros fundadores y asesores del Geral do Grêmio, con el objetivo de brindar a los simpatizantes del grêmio la oportunidad de participar y contribuir a la vida activa de la institución. Esta es una maniobra para que la hinchada de Geral se mantenga apolítica en los temas electorales del club, y es papel del Movimiento tomar este tipo de posición, sin involucrar a la hinchada de Geral en su conjunto, cuyo único objetivo sigue siendo apoyar incondicionalmente al equipo.
- 2013 - Poco después de migrar a Arena do Grêmio, Geral ve el espacio popular creado en el estadio con expectativas de diez mil lugares de capacidad y el mantenimiento del movimiento de la avalancha, siendo objeto de nuevas leyes impuestas por el Departamento de Bomberos, que redujo su capacidad para cinco mil quinientas personas, siendo tomado el sector por para-avalanchas, además de la prohibición de todo tipo de trapos, papel triturado y limitación de instrumentos.
- 2015 - Geral, con sus materiales liberados desde fines de 2014, rompe sillas en el estadio Beira-Rio en la final del Campeonato Gaúcho y recibe castigo de la Brigada Militar, pero al poco tiempo la BM suelta a Geral, y en la El juego contra Joinville General es una vez más usando barras, banderas de 2M x 1.5M más trapos, papel triturado y muchos más instrumentos. General es sancionado por 90 días, el castigo ocurrió debido a denuncias de vidrios rotos en los autobuses que hicieron el desplazamiento de visitantes a Beira-Rio para el clásico Grenal 408, hinchas de Grêmio se quejaron en las redes sociales de hacinamiento en vehículos y truculencia de la policía, arrojando gas pimienta a los autobuses. Lo que motivó a Grêmio a publicar una nota oficial que decía que el "transporte era precario" en el camino al Estádio Beira Río. Los hinchas del Geral do Grêmio también se quejaron con una nota oficial en las redes sociales.
- 2016 - En febrero de 2016, recibió una suspensión por otros 90 días debido a otra pelea, por Gauchão, en duelo contra Novo Hamburgo, en Arena do Grêmio. El 22 de mayo, tras el fin del último castigo, el Tribunal aplicó otros 180 días por el disturbio que envolvió a la afición y la supercarrera de Grêmio antes del partido contra Flamengo en la arena. La pena ahora solo termina en noviembre de este año. La pena de Geral fue extendida por otros seis meses, con eso, la prohibición de usar pancartas, banderas, instrumentos y uniformes que identifiquen a Geral do Grêmio en los partidos podría extenderse por un año. El general logra liberar todos los materiales (murgas, trapos, banderas, bobinas, papel picado, etc.) para la gran final de la Copa do Brasil 2016 en el Arena do Grêmio contra el Atlético Mineiro.